# Sankt Jørgens Sogn (Svendborg Kommune)

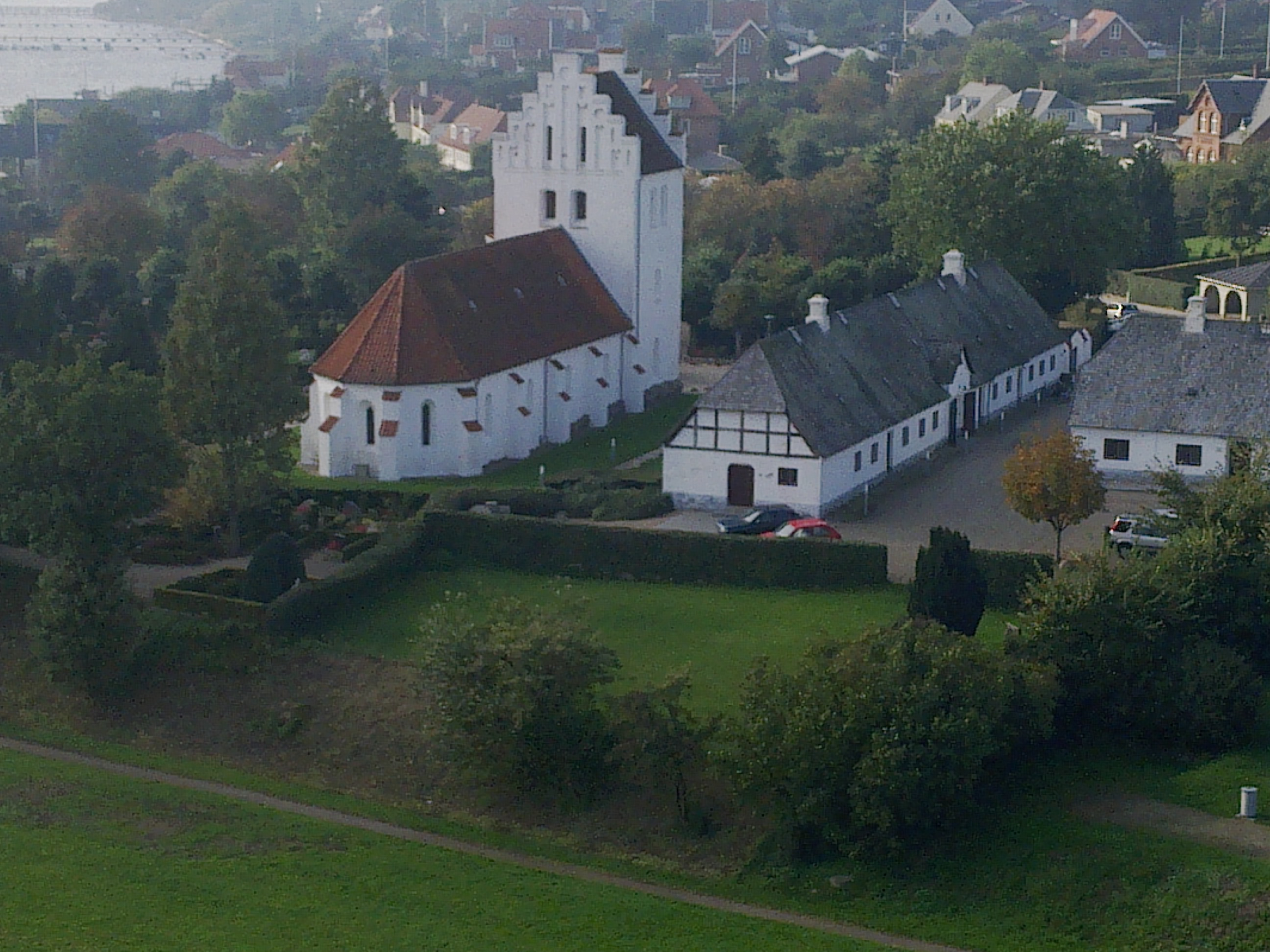
Sankt Jørgens Kirke

Sankt Jørgens Sogn (dt.: Sankt Georgs Gemeinde) ist eine Kirchspielsgemeinde (dän.: Sogn) in Svendborg
auf der Insel Fyn (dt.: Fünen) im südlichen Dänemark.
Bis 1970 gehörte sie zur Harde Sunds Herred im damaligen Svendborg Amt, danach zur Svendborg Kommune im
Fyns Amt, die im Zuge der  Kommunalreform zum 1. Januar 2007 in der
„neuen“
Svendborg Kommune in der Region Syddanmark aufgegangen ist.
Von den 27.594 Einwohnern von Svendborg leben 5417 im Kirchspiel Sankt Jørgens (Stand: 1. Januar 2023). Im Kirchspiel liegt die Kirche „Sankt Jørgens Kirke“.
Nachbargemeinden sind im Westen Egense Sogn, im Norden Sørup Sogn und im Osten Sankt Nikolaj Sogn.